# Элбакян, Екатерина Сергеевна
Екатери́на Серге́евна Элбакя́н (род. 21 февраля 1962, Москва, СССР) — советский и российский религиовед, специалист по философско-методологическим основам религиоведения, религиозным доктринам и идеологии.
Доктор философских наук (1996), старший научный сотрудник. Профессор кафедры социологии и управления социальными процессами Академии труда и социальных отношений (2012—2017). Член Европейской ассоциации по изучению религии. Член совета Ассоциации российских религиоведческих центров. Ответственный секретарь редакционной коллегии научно-теоретического журнала «Религиоведение», член редакционной коллегий ряда научных публикаций по богословским вопросам.

## Образование и профессиональная деятельность
В 1985 году с отличием окончила философский факультет МГУ имени М. В. Ломоносова по специальности «философия» (диплом КВ 534349). В 1989 году там же окончила аспирантуру.
8 января 1990 года в МГУ имени М. В. Ломоносова под научным руководством Ю. Ф. Борункова защитила диссертацию на соискание учёной степени кандидата философских наук по теме «Критический анализ христианской трактовки социальной справедливости» (специальность — «Научный атеизм, религия (история и современность)»). Официальные оппоненты — доктора философских наук профессор А. А. Радугин и доцент Н. С. Семенкин. Ведущая организация — кафедра марксистско-ленинской философии Московского авиационного института.
В 1992—2002 годах работала в исследовательском центре «Религия в современном обществе» в Российском независимом институте социальных и национальных проблем, в 1993—1997 годах была старшим научным сотрудником, в 1997—2002 годах — ведущим научным сотрудником. 10 июня 1999 года Советом АНО «Российский независимый институт социальных и национальных проблем» присвоено учёное звание «старший научный сотрудник» (аттестат старшего научного сотрудника СП № 00315).
В 1996 году в Российском независимом институте социальных и национальных проблем (РНИСиНП) защитила диссертацию на соискание учёной степени доктора философских наук по теме «Религиозный феномен в сознании российской интеллигенции XIX — начала XX в. (Философско-исторический анализ)».
По данным на декабрь 2010 года занимала должность старшего научного сотрудника Института всеобщей истории РАН. В 2012—2017 годах — профессор кафедры социологии управления социальными процессами Академии труда и социальных отношений (АТиСО). Является членом Европейской ассоциации по изучению религии. В 2009—2016 годах — директор Автономной некоммерческой организации консультационных и экспертных услуг «Центр религиоведческих исследований „РелигиоПолис“» (учредитель и главный редактор интернет-издания Religiopolis.org, информационного ресурса этого центра, созданного при активном участии редакции Портала-Credo.ru, М. Н. Ситников).
Автор 391 научной работы, в том числе трёх монографий. Научный редактор и член редакционных коллегий 11 научных изданий, автор научных переводов с английского языка, в том числе книги Фридриха Макса Мюллера «Введение в науку о религии» (2002), «Вестминстерского словаря теологических терминов» (2004), ряда статей в изданиях «Хрестоматия по религиоведению» и «Классики мирового религиоведения». Координатор, один из главных редакторов и авторов таких проектов, как «Религиоведение. Энциклопедический словарь», «Религиоведение. Учебный словарь» и «Энциклопедия религий». Член Научно-экспертного совета и научный редактор тематики «Религия и мифология» «Новой российской энциклопедии». Ответственный секретарь редакционной коллегии научно-теоретического журнала «Религиоведение». Выступила автором ряда научно-религиоведческих экспертиз по вероучению и функционированию действующих на территории России религиозных объединений.
В марте 2014 года по адвокатскому запросу одного из защитников обвиняемых Виктора Женкова принимала участие в качестве эксперта на судебном процесс над свидетелями Иеговы в Таганроге.
С 2017 года — член по Центральному федеральному округу Экспертного совета исследователей религии при кафедре государственно-конфессиональных отношений РАНХиГС.

## Научные взгляды
Религиоведы О. С. Киселёв и В. Л. Хромец пишут, что 
Включение в советское время философии религии в структуру религиоведения связано с особенностями условий функционирования советского «религиоведения» в виде научного атеизма, которое фактически рассматривалось как часть официальной советской идеологии и, соответственно, должно было быть представлено на философских («идеологических») факультетах. Философия религии призвана была выявить идеологическое (понимаемое как теоретическое) основание религии, указав на его ложность. Подобную точку зрения высказывает российский религиовед Е. Элбакян, указывая, что советское «религиоведение» ориентировалось на критику религиозно-философских и теологических идей и концепций, что, собственно, предполагало четкую позицию, основанную на марксистской философии.
Доктор философских наук, профессор С. А. Хмелевская отмечает, что со следующей точкой зрения Элбакян «трудно не согласиться»: «Настойчивое, а ныне и формально удовлетворяемое желание Русской Православной Церкви сделать из теологии науку выглядит очень странно. Благодаря такой искусственной инициативе, с одной стороны, обмирщается и переводится в профанную сферу богословие, а с другой — профанируется наука».

Кандидат философских наук Н. С. Поляков пишет, что 
Все более очевидно, что разрешение этого конфликта возможно только через обоюдное признание и максимально строгое различение направленности познавательного интереса обеих дисциплин. Показательной является позиция Е. С. Элбакян, по мнению которой «религиоведение и теологию отличают друг от друга объект рассмотрения и сам способ этого рассмотрения», то есть в религиоведении объектом рассмотрения является религия, а в теологии — Бог. При этом нельзя не отметить, что в отечественных научных кругах в последние годы наблюдается значительное усиление интереса к обсуждению вопросов, традиционно относящихся к предметной области теологии. Наглядными иллюстрациями этого процесса являются регулярно проходящие научные конференции, посвященные вопросам взаимодействия науки и теологии перед лицом социальных, экологических и иных катастроф.
Религиовед М. Г. Писманик называет следующую точку зрения Элбакян «верной»:
Религиоведение и теологию отличает друг от друга объект рассмотрения и сам способ этого рассмотрения. Если религиоведение в качестве своего предмета изучает религию, которая является объектом его анализа, то теология рассматривает в качестве своего объекта прежде всего Бога.
Кандидат философских наук А. Ю. Лаврентьева отмечает, что по мнению Элбакян религиоведение отличается от теологии тем, что «задачей религиоведения является объективное и беспристрастное исследование религии».
Кандидат философских наук Е. Н. Чеснова отмечает, что разделяет взгляд Элбакян о том, что «квазирелигиозность „характеризуется теми же особенностями, что и религиозность“» и что различные компоненты квазирелигиозности «присущи многим новым религиозным движениям, вневероисповедной мистике».
Кандидат исторических наук Т. В. Кисельникова отмечает, что разделяет следующий взгляд Элбакян об интеллигенции, изложенный Элбакян в статье «Между молотом и наковальней (Российская интеллигенция в ушедшем столетии)»:

Интеллигенция — социальная группа, которая занимается умственным трудом, отличается высоким образовательным уровнем и творческим характером своей деятельности, проявляющимся в привнесении личностно-индивидуального начала в эту деятельность, производит, сохраняет и несёт в другие социальные группы общечеловеческие ценности и достижения мировой культуры, обладает специфическими психологическими чертами и позитивными нравственно-этическими качествами. Последнее можно назвать интеллигентностью.

Доктор исторических наук В. Г. Мокшин указывает, что среди важных отличительных черт интеллигенции Элбакян выделяет «„религиозное настроение“, причудливо переплетающееся с атеистической идеологией» и отражаемое в «некритической вере интеллигенции в силу разума, добровольном стремлении к бедности и мессианском восприятии своего служения народу». Мокшин отмечает, что данное противоречие «Элбакян вполне справедливо объясняет переходным состоянием тогдашнего общества».

## Отзывы

### Положительные
В 2004 году кандидат социологических наук Т. В. Башлыков, отмечая, что вопрос «религиозной ситуации в современной России и проблемы её изучения» широко рассматривался во множестве научных работ, включал Е. С. Элбакян в список «наиболее значимых, по нашему мнению, авторов» по данной теме.
В 2004 году кандидат философских наук Н. В. Баскакова отмечала следующее:

Среди работ последнего времени прежде всего надо остановиться на монографии Е. С. Элбакян «Религия в сознании российской интеллигенции XIX — начала XX вв.: философско-исторический анализ», в которой теоретически обобщена и решена крупная научная проблема, имеющая важное социально-культурное значение — выявлена «многослойность» мировоззрения интеллигенции, наслоение элементов различных мировоззрений в её сознании; дан анализ специфики религиозного феномена как компонента идеологии и ментальности интеллигенции; выявлены особенности отношения к религии различных групп российской интеллигенции, и раскрыт широкий спектр нерелигиозных и религиозных ориентаций различных групп интеллигенции в начале XX века.
В 2006 году доктор социологических наук, кандидат философских наук, доцент М. Ю. Смирнов отмечает, что «концептуальных трудов по социологии религии в нашей стране крайне мало», и указывает, что к авторам, написавшим такие работы, относятся следующие авторы: А. С. Ваторопин, Н. Б. Костина, Е. А. Островская, С. Б. Филатов, Е. С. Элбакян. В 2009 году М. Ю. Смирнов отмечает, что считает Элбакян одним из «ведущих современных российских религиоведов».
В 2010 году кандидат исторических наук С. З. Ахмадулина включила Элбакян в список «известных отечественных исследователей» нетрадиционных религий.
В 2010 году религиовед М. Г. Писманик отмечает, что наряду с другими авторитетными учёными «заметный вклад в развитие отечественного религиоведения внесли научные труды» Е. С. Элбакян.
В 2011 году религиовед А. Н. Лещинский включает Элбакян в число «известных отечественных философов и религиоведов».
В 2013 году доктор философских наук, профессор кафедры философии и религиоведения ВлГУ, президент «Общества сознания Кришны» г. Владимира А. С. Тимощук (Абхинанда дас) и соискатель кафедры истории древнего мира, средних веков и методологии истории ТГУ, член Томского общества сознания Кришны К. Н. Филькин в связи с судебным процессом по признанию издания Международного общества сознания Кришны «Бхагавад-гита как она есть» экстремистским материалом писали, что со стороны защиты «была представлена экспертиза известного российского религиоведа» Е. С. Элбакян, «которая анализировала учение вайшнавов в целом и „экспертное заключение комплексной комиссии ТГУ“» и указала на отсутствие экстремизма в книге и на ошибки экспертов".
В 2013 году историк и религиовед А. В. Гайдуков в интервью исследовательской службе «Среда» в ответ на вопрос «Кто является для Вас авторитетом в профессиональной среде?» высказал следующее мнение: «Есть те, кто постоянно в медийном научном пространстве, например, Е. С. Элбакян».
В 2013 году религиовед В. А. Егоров в интервью исследовательской службе «Среда» в ответ на вопрос «Кто является для Вас авторитетом в профессиональной среде?» высказал следующее мнение: «Если говорить о других исследователях, то это М. Ю. Смирнов, Е. С. Элбакян, А. П. Забияко. Это для меня люди очень интересные, на них я ссылаюсь в своих работах».
В 2014 году доктор философских наук, профессор кафедры государственно-конфессиональных отношений РАНХиГС В. М. Сторчак в своей рецензии характеризует Е. С. Элбакян как «одного из ведущих отечественных религиоведов», а её справочник «Религии России. Словарь-справочник» как «капитальный и поистине уникальный труд», а также как «новую ступень в исследовании российскими учёными религиозных феноменов».

### Критические
В 2007 году А. Л. Дворкин критиковал Элбакян за экспертную оценку «Нового Акрополя», опубликованную интернет-изданием Портал-Credo.ru, в которой она заявила о несоответствии организации признакам религиозного объединения. Дворкин предположил, что организация могла оплачивать её работу и требовать желаемого результата, либо Элбакян не обладает соответствующей компетентностью в вопросе. В интервью, размещённом на youtube-канале интернет-издания «Нераскрытые преступления» в 2016 году Екатерина Элбакян заявила, что проводила экспертизу бесплатно и отвергла обвинения в некомпетентности.
В 2010 году в интернет-издании Центра религиоведческих исследований «РелигиоПолис» произошла полемика между Е. С. Элбакян и профессором и заведующим кафедрой философии религии и религиозных аспектов культуры Богословского факультета Православного Свято-Тихоновского гуманитарного университета К. М. Антоновым по вопросу возможности научного богословия. На статью Элбакян «Профанная теология или профанация науки?» Антонов ответил статьёй «Научность и/или профанация? Теология или/и религиоведение?» В дальнейшем Элбакян критически рассмотрела аргументы Антонова в статье «Симптомы клерикализации».

## Научные труды

### Монографии
- Религия в сознании российской интеллигенции XIX — начала XX в. (Философско-исторический анализ) — М., 1996
- Хозяйственно-экономическая деятельность Русской православной церкви (теоретический и практический аспекты). — М., 2000
- Влияние религиозных ценностей на экономические предпочтения верующих россиян. [В соавт.] — М., 2001
- Красников А. Н., Гаврилина Л. М., Элбакян Е. С. Проблемы философии религии и религиоведения: Учебное пособие. — Калининград: Изд-во КГУ, 2003. — 153 с.
  - Религиоведение и философия религии. Актуальные проблемы: учеб. пособие для бакалавриата и магистратуры — 2-е изд., испр. и доп. — М.: Издательство Юрайт, 2016. — 157 с.
- Интеллигенция в России: «мужество быть» или «самоутверждение вопреки»?: (философско-исторический анализ отношения интеллигенции 19-начала 20 вв. к религии). — М.: АТИСО, 2011. 394 с. ISBN 978-5-93441-286-0
- Сторчак В. М., Элбакян Е. С. Социология религии (учебное пособие). М.: АТИСО, 2012. — 348 с. — ISBN 978-5-93441-349-2
- Научное изучение религии: российский опыт. — Lambert Academic Publishing, 2012. — 128 c. ISBN 978-3-8484-0181-9
- Обзор религиозно-конфессиональной ситуации в странах постсоветского пространства и Восточной Европы. В 2 т. М.: ИД АТиСО, 2012.
- История религий: учебное пособие: (для студентов бакалавриата, обучающихся по специальностям 031300 «Журналистика», 031600 «Реклама и связи с общественностью»). М.: ИД АТиСО, 2014. — 342 с. ISBN 978-5-93441-421-5
- Религии России. Словарь-справочник. — М.: Издательство Энциклопедия, 2014. — 464 с. ISBN 978-5-94802-057-0
- Загребина И. В., Пчелинцев А. В., Элбакян Е. С. Религиоведческая экспертиза. Учебник для бакалавриата и магистратуры. — М.: Издательство Юрайт, 2017. — 449 с. — ISBN 978-5-9916-9044-7.

### Брошюры
- Место интеллигенции в российской цивилизации. — М.: РНИСиНП, 1999. — 49 с.
- «Интеллигенция и молодёжь в контексте российской цивилизации». — М.: Книжный дом «Университет», 2000. — 32 с. — ISBN 5-8013-0082-1
- Социальная значимость саентологии и активность саентологического сообщества в современной России: (по данным социологического исследования, осень 2011 г. — зима 2012 г.) — М.: АТиСО, 2012. — 45 с. — ISBN 978-5-93441-356-0

### Статьи
- Установление социальной справедливости — основа формирования массового атеистического сознания. // Актуальные вопросы научного атеизма. Рукопись депонирована в ИНИОН АН СССР № 29504 от 22 мая 1987 г.
- Некоторые аспекта взаимосвязи социальной справедливости с процессом становления и преодоления религии. // VII Всесоюзные философские чтения молодых учёных «Человек в современном мире: социально-философские проблемы» — М., 1987. — С. 115—118.
- Понимание сущности социальной справедливости в совра-енном русском православии. // VII Всесоюзные философские чтения молодых учёных «Молодёжь и творчество: социально-философские проблемы». Часть 3. «Социальное творчество. Социальные проблемы творчества. Социальное развитие молодежи в условиях перестройки» М., 1988. — С. 298—300.
- Позднеантичное понимание социальной справедливости // Вестник МГУ. Сер. «Философия». — 1993. — № 6
- Религия в системе духовных ценностей современной российской интеллигенции. [В соавт.] // Кентавр. — 1993. — № 5
- Мчедлов М. П., Нуруллаев А. А., Филимонов Э. Г., Элбакян Е. С. Религия в зеркале общественного мнения // Социологические исследования. — 1994. — № 5
- «Вехи»: Интеллигенция и религия // Кентавр. — 1994, — № 6.
- Интеллигенция в поисках духовных ориентиров // Свобода совести в духовном возрождении Отечества. [В соавт.]. — М., 1994
- Славянофилы и религия: век минувший и век нынешний // Кентавр. 1994. — № 3;
- Масоны. Кто они? // Кентавр. — 1995. — № 4.
- Религиозная идея в сознании народников // Кентавр. — 1995. — № 3;
- Российская либеральная интеллигенция начала века о свободе совести // Обновление России: трудный поиск решений. Вып. 3, М., 1995. — C. 46-55;
- Попов А. С., Элбакян Е. С. Религия в сознании российской интеллигенции // Вестник Московского университета. Сер. 12. «Философия». — 1996. — № 5
- Деятельность Русской православной церкви в сфере милосердия: опыт прошлого и настоящего // Милосердие. — М., 1996
- Протестантство и бизнес // Уроки Макса Вебера. Сборник научных трудов. Сост. Е. И. Хаванов. М.: МГПИ, 1996. — С.43-46.
- Религиоведческий словарь. [В соавт.] // Классики мирового религиоведения. — М., 1996
- Российская интеллигенция и религия: превратности отношений // Власть. — 1996. — № 6.
- Христианское видение социальной справедливости // Национальное и религиозное. / Ред. кол. Горшков М. К. и др. — М.: РНИСИНТ, 1996.
- Интеллигенция и российская цивилизация // Российская цивилизация (этнокультурные и духовные аспекты). — М., 1998
- Концепции религии в «философии жизни» // Лекции по религиоведению. — М., 1998
- Милосердие и благотворительность в лоне русского православия: прошлое и настоящее // Милосердие. Учебное пособие. Под ред. М. П. Мчедлова. М.: РОССПЭН, 1998., С. 59-88.
- Религиозно-этические основы хозяйственно-предпринимательской деятельности в протестантизме // Протестантизм. Общество. Культура. — Омск: ОмГТУ, 1998. — С.69-172.
- Концепция религии в «философии жизни» // Лекции по религиоведению: учеб. пособие / под ред. И. Н. Яблокова. — М.: ЧеРо, 1998.
- Масоны, их деятельность в современной России // Словарь религий народов современной России. Отв. ред. М.Мчедлов. М., 1999.
- Политическое сознание российской интеллигенции: архетипические и ментальные особенности // Обновление России. Трудный поиск решений. — М., 1999. — Вып.7
- Свобода совести в воззрениях либеральной и церковной интеллигенции России (начало 20 века) // Государство, религия, Церковь в России и за рубежом: Информационно-аналитический бюллетень. № 4 (21). — М., 1999. — С.32-38.
- Этика и экономика в христианском миросозерцании // Религия и право. Информационно-аналитический журнал. — М., 1999, № 4-5. — С. 30-33
- Андреева Л. А., Элбакян Е. С. Вперед к обскурантизму // Религия и право. Информационно-аналитический журнал. — М., 2000, № 2. — С. 14-15.
- Красников А. Н., Элбакян Е. С. Особенности современного религиоведения // Обновление России: трудный поиск решений. — М.: РНИСиНП, 2000. — Вып. 8.
- К вопросу о возможности и необходимости преподавания теологии в светских учебных заведениях // Християнство і проблеми сучасності: науковий збірник / Українська асоціація релігієзнавців, Держ. комітет України у справах релігій; редкол. А. М. Колодний. — К.:, 2000. — 218 с. — С. 191—197.
- Религия как объект религиоведческого анализа // Свобода совести в правом государстве: юридический и информационный аспекты. Материалы семинара. М., 2000. С. 67-75.
- Современное православное видение экономической и хозяйственно-предпринимательской деятельности // Християнство і проблеми сучасності: науковий збірник / Українська асоціація релігієзнавців, Держ. комітет України у справах релігій; редкол. А. М. Колодний. — К.:, 2000. — 218 с. — С. 51—56.
- Медведко С. В., Элбакян Е. С. Влияние религиозных ценностей на экономические предпочтения верующих россиян// Социологические исследования. — № 8. — 2001.
- Верующие в России: социально-экономическая ситуация и отношение к рыночным реформам // Религиоведение. — № 1. — 2001.
- Духовный мир современной российской интеллигенции.// Религиоведение. — № 2. — 2001.
- Интеллигенция //Российская цивилизация. Этнокультурные и духовные аспекты. Энциклопедический словарь.- М., 2001. — С.78-83.
- Религиоведение и теология: к проблеме демаркации объектов исследования // Религиоведение. — № 1. — 2001.
- Религия // Философский словарь под ред. И. Т. Фролова. — М.: Республика, 2001. — С. 448.
- Элбакян Е. С., Медведка С. Б. Социальный портрет современного российского верующего: общие черты// Законодательство о свободе совести и правоприменительная практика в сфере его деятельности. М., 2001.
- Справедливость социальная / Российская цивилизация. Энциклопедический словарь. M.: Республика, 2001.
- Медведко С. В., Элбакян Е. С. О религиозной ситуации в современной России.// Религиоведение. — № 2. — 2002.
- Богословы среди философов.// Религиоведение. — № 2. — 2002.
- В поисках нового религиозного сознания // Религиоведение. — № 1. — 2002.
- В поисках нового религиозного сознания // Религиоведение. — № 2. — 2002.
- Элбакян Е. С. Квазирелигиозность // Религии народов современной России: Словарь / Ред. кол. Мчедлов М. П. (отв. ред.), Аверьянов Ю. И., Басилов В. Н. и др. — 2-е изд., испр. и доп. — М.: Республика, 2002. — С. 170. — 624 с. — ISBN 5-250-01818-1.
- Религиозный фактор в современной России // Религиоведение. — 2002. — № 1.
- Между молотом и наковальней (российская интеллигенция в ушедшем столетии) // Вестник Московского университета. Социология и политология. — № 2. — 2003.
- Откровение на золотых листах // Родина. — № 9. — 2003. — ISSN 02357089
- Российская интеллигенция как социокультурный феномен / Е. С. Элбакян // Общественные науки и современность. — № 3. — 2003.
- Христианская трудовая этика: сравнительный анализ конфессиональных особенностей.// Религиоведение. — № 2. — 2003.
- Церковь Иисуса Христа Святых последних дней: прошлое и настоящее. // Религиоведение. — № 4. — 2003.
- Медведко С. В. Элбакян Е. С. Анализ религиозной ситуации в России. Оценка состояния и перспективы // Религиоведение. — № 4. — 2004.
- Российская интеллигенция: ментальность и архетип // Национальные интересы. — 2004. — № 2. — С.33-39.
- Церковь Иисуса Христа Святых последних дней: история и современность // Вестник Московского университета. Серия 7. Философия. — № 3. — 2004. — С. 44-69.
- Государственно-церковные отношения в дискуссиях либеральной и церковной интеллигенции в России начала XX века // Религиоведение. — № 3. — 2005.
- Религиоведение и теология: общее и особенное // Третьи Торчиновские чтения. Религиоведение и востоковедение: Материалы научной конференции. С.-Петербург, 15-18 февраля 2006 г. // Сост. и отв. ред. С. В. Пахомов. — СПб.: Изд-во С.-Петерб. ун-та, 2006.
- Религиоведение и теология: специфика объектов исследования // Наука и религия. Междисциплинарный и кросс-культурный подход: Научные труды / Под ред. И. Т. Касавина. — М.: Канон+; РООИ «Реабилитация», 2006.
- Религия и масонство // Религиоведение. — № 3. — 2006.
- Религиозная идея в сознании российской разночинской революционно-демократической интеллигенции второй половины XIX в. // Религиоведение. — № 3. — 2007.
- Философия религии в «философии жизни» Ф. Ницше и А. Бергсона // Четвёртые Торчиновские чтения. Философия, религия и культура стран Востока: Материалы научной конференции. С.-Петербург, 7-10 февраля 2007 г. / Сост. и отв. ред. С. В. Пахомов. — СПб.: Изд-во С.-Петерб. ун-та, 2007. — 817 с.
- Ситников М. Н., Элбакян Е. С. Белое пятно на карте «географии духа». Христиане-покутники близ источника Божьей Матери // Історія релігій в Україні: Наук. щорічник. — Львів: Логос, 2009. — С. 593—596.
- Справедливость в христианском мире // Труд и социальные отношения. 2009. — № 4. — С. 30-35.
- Христианские профсоюзы: миф или реальность? // Религия в современном обществе: материалы международной научно-практической конференции: Москва, Академия труда и социальных отношений, 2-3 февраля 2009 года. — М.: АТиСО, 2009. — С. 195—203.
- Процессы клерикализации в современной России / Е. С. Элбакян // Свобода релігії і демократія: старі і нові виклики. Щорічник. — К., 2010. — № 15. — С. 118—128.
- Андреева Л. А., Элбакян Е. С. Отношение к духовенству сословий и социальных групп Российской империи (начало XX в.) // Социологические исследования. 2011. — № 10. — С. 69-80.
- Институциональные характеристики религии // Религия как социальный институт. — М.: АТиСО, 2011.
- Светское пространство как условие межрелигиозного диалога // Релігія та Соціум. Міжнародний часопис. — Чернівці: Рута, 2011. — № 2 (6). — 252 с.
- Теология — не наука // Ученый совет. — М.: Просвещение, 2011. — № 3. — С. 24—26. — ISSN 2074-9953.
- Феномен советского религиоведения // Религиоведение, 2011. — № 3.
- Философия религии от Ф. Ницше до А. Бергсона // Вісник Прикарпатського університету. Філософські і психологічні науки: збірник наукових праць — Івано-Франківськ, 2011. — Вип. 15. — С. 139—151
- Изучение религии в научной парадигме: общее и особенное // Евразия: духовные традиции народов. 2012. № 1. С. 62-80.
- Научность религиоведческой экснертизы: возможность и необходимость // Новые вызовы свободе совести в современной России. Материалы Международной научно-практической конференции. Москва, Центральный Дом журналиста, 26 июня 2012 г. — Москва, 2012. — 168 с.
- Повседневность религии или религия повседневности? // Религия в меняющемся мире / Под ред. М. М. Шахнович. — СПб.: ИД СПбГУ, 2012. — С. 309—331.
- Религиозная мотивация и духовно-этическое обоснование трудовой деятельности (на примере христианских конфессий) // Труд и социальные отношения. 2012. — № 2. — С. 24-40.
- Андреева Л. А., Элбакян Е. С. Религиозное образование в России: опыт прошлого и настоящее // Труд и социальные отношения. 2013. — № 2. — С. 131—140.
- Глобализация в эпоху религии, религия в эпоху глобализации // Религиоведение. 2013. № 3. С. 149—163.
- Новые религии западного происхождения в современной России: общие характеристики и специфические черты // Новые религии в России: двадцать лет спустя. Материалы Международной научно-практической конференции. Москва, Центральный дом журналиста, 14 декабря 2012 г. — Москва, 2013. — 240 с.
- Секуляризация и десекуляризация в эпоху модерна и постмодерна // Секуляризм и религиозная свобода — противостояние или партнёрство. Материалы научно-практической конференции. / Ред. О. Ю. Гончаров, И. А. Шалобина. — М., 2013. — С. 317—331.
- Религия в мире повседневности // Труд и социальные отношения. 2013. № 1. С. 90-103.
- Элбакян Е. С. Современное российское религиоведение – в горе и в радости // Религиоведческие исследования. — M., 2015. — № 1 (11). — С. 191—199. — ISSN 2224-6711.
- Христианские профсоюзы в прошлом и настоящем // Труд и социальные отношения. 2015. № 2. С. 88-102.
- Elbakyan E. S. The Outline of Religious Studies in Russia: Did Soviet Religious Studies Really Exist? // Studying Religions with the Iron Curtain Closed and Opened. The Academic Study of Religion in Eastern Europe. Ed. be Tomas Bubik & Henryk Hoffmann. — Leiden-Boston: «Brill», 2015. — P. 276—314.
- Элбакян Е. С. «…Ныне Царство Моё не отсюда» // Религиоведение. — Благовещенск: Амурский государственный университет, 2016. — № 1. — С. 119—132. — ISSN 2072-8662. Архивировано 30 ноября 2016 года.
- «В отличие от теологии аксиомы в науке носят локальный, „технический“ характер…» // Государство, религия, церковь в России и за рубежом. — 2016. — № 3 (34). — С. 190—199. — ISSN 2073–7203.
- От миссии – к миссионерству (недоступная ссылка — история) // Религиоведение. — Благовещенск: Амурский государственный университет, 2016. — № 3. — С. 77—90. — ISSN 2072-8662.
- Положение религиозных меньшинств в современной России как показатель реализации принципов свободы совести и свободы вероисповеданий // Академическое исследование и концептуализация религии в XXI веке: традиции и новые вызовы: сб. материалов Третьего конгр. рос. исследователей религии (7 ‒ 9.10.2016, Владимир, ВлГУ). В 6 т. Т. 4 / Владим. гос. ун-т им. А. Г. и Н. Г. Столетовых. — Владимир: Аркаим, 2016. — С. 7—33. — 327 с.
- Теология в земных реалиях // Вестник Ленинградского государственного университета им. А.С. Пушкина. — 2016. — № 1. — С. 118—128. — ISSN 1818-6653.

### Рецензии
- 2001.01.011. Каариайнен К. Религия в посткоммунистической России. Kaariainen K. Religion in Russia after collapse of communism. Lewinston etc.: Edwin Mellen press, 1998. 206 p. // Социальные и гуманитарные науки. Отечественная и зарубежная литература. Серия 3: Философия. Реферативный журнал. 2001. № 1. С. 97-102.
- 2001.03.021. Старые церкви, новые верующие: Религия в массовом сознании постсоветской России/Под ред. Каариайнена К., Фурмана Д. СПб.; М.: Лет. сад, 2000. 247 с. // Социальные и гуманитарные науки. Отечественная и зарубежная литература. Серия 3: Философия. Реферативный журнал. 2001. № 3. С. 115—123.
- Религиозный фактор в современной России (рецензия на книгу)// Религиоведение. — № 1. — 2002.
- Кобызов Р. А., Элбакян Е. С. Огонь живой веры. Рецензия на книгу С. Г. Антоненко «Мормоны в России. Путь длиной в столетие. Опыт историко-культурного исследования» (М., ООО «Родина», 2007) // Религиоведение. — № 2. — 2007.

### Переводы
- Джеймс У. Многообразие религиозного опыта [Фрагменты]. Пер. с англ. Е. С. Элбакян // Мистика. Религия. Наука. Классики мирового религиоведения. Антология / Сост. и общ. ред. А. Н. Красникова. М.: Канон+, 1998.
- Мюллер Фридрих Макс. Введение в науку о религии: Четыре лекции, прочитанные в Лондонском Королевском институте в феврале-марте 1870 года. / Пер. с англ., предисловие и комментарии Е.Элбакян. Под общей редакцией А. Н. Красикова — М.: Книжный дом «Университет»: Высшая школа, 2002. — 264 с.
  - Мюллер Ф. М. Введение в науку о религии: Четыре лекции, прочитанные в Лондонском Королевском институте в феврале-марте 1870 года. — С. 4 — 119.

### Научная редакция
- Религиоведение: энциклопедический словарь. / Под ред. А. П. Забияко, А. Н. Красникова, Е. С. Элбакян . — М.: Академический проект, 2006. ISBN 5-8291-0756-2
- Энциклопедия религий / Под ред. А. П. Забияко, А. Н. Красникова], Е. С. Элбакян. — М.: Академический проект, 2008. — 1520 с. — ISBN 978-5-8291-1084-0 ISBN 978-5-98426-067-1.
- Семья: феноменология повседневности: коллектив. моногр / под общ. ред. Е. С. Элбакян, Г. С. Широкаловой. — Н. Новгород: НГСХА, 2016. — 444 с. — ISBN 978-5-903180-98-1.

## Публицистика
- Андреева Л. А., Элбакян Е. С.«Новые научные и образовательные специальности» носят характер жесткой конфессиональной ориентации [В соавт.] // Теория и религиоведение в современной России. НГ-Религии, Выпуск 12 (58) от 28.06.2000
- Элбакян Е. С. Экспертная оценка организации «Новый Акрополь» // Портал-Credo.Ru. — 15.12.2006.
- Андреева Л. А., Элбакян Е. С. От Бога ли Закон Божий? // НГ-Религии, 07.03.2012